# Китайська кімната
Аргуме́нт кита́йської кімна́ти стверджує, що виконання програми не може бути «розумом», «розумінням» або «свідомістю» незалежно від того, наскільки програма забезпечує комп'ютеру поведінку розумної людини. Цей аргумент був вперше представлений філософом Джоном Серлем у своїй роботі «Minds, Brains, and Programs» («Розум, мізки і програми»), опублікованій в 1980 році в журналі Behavioral and Brain Sciences. Відтоді він широко обговорювався. Центральним елементом аргументу є уявний експеримент, відомий як китайська кімната.
Аргумент спрямований проти філософських позицій функціоналізму та комп'ютерної теорії розуму, які вважають, що розум можна розглядати як систему обробки інформації, що оперує формальними символами. Зокрема, аргумент намагається спростувати позицію, яку Серль називає сильним штучним інтелектом: «Належним чином запрограмований комп'ютер з правильними вхідними і вихідними даними, матиме розум в точно такому ж сенсі, як людина має розум».
Хоча аргумент китайської кімнати спочатку був представлений у відповідь на висловлювання дослідників штучного інтелекту (ШІ), він не є аргументом проти цілей дослідження ШІ, оскільки не обмежує силу інтелекту, яку може демонструвати машина. Аргумент застосовується тільки до цифрових комп'ютерів, на яких виконуються програми, і не поширюється на машини в цілому.

## Уявний експеримент

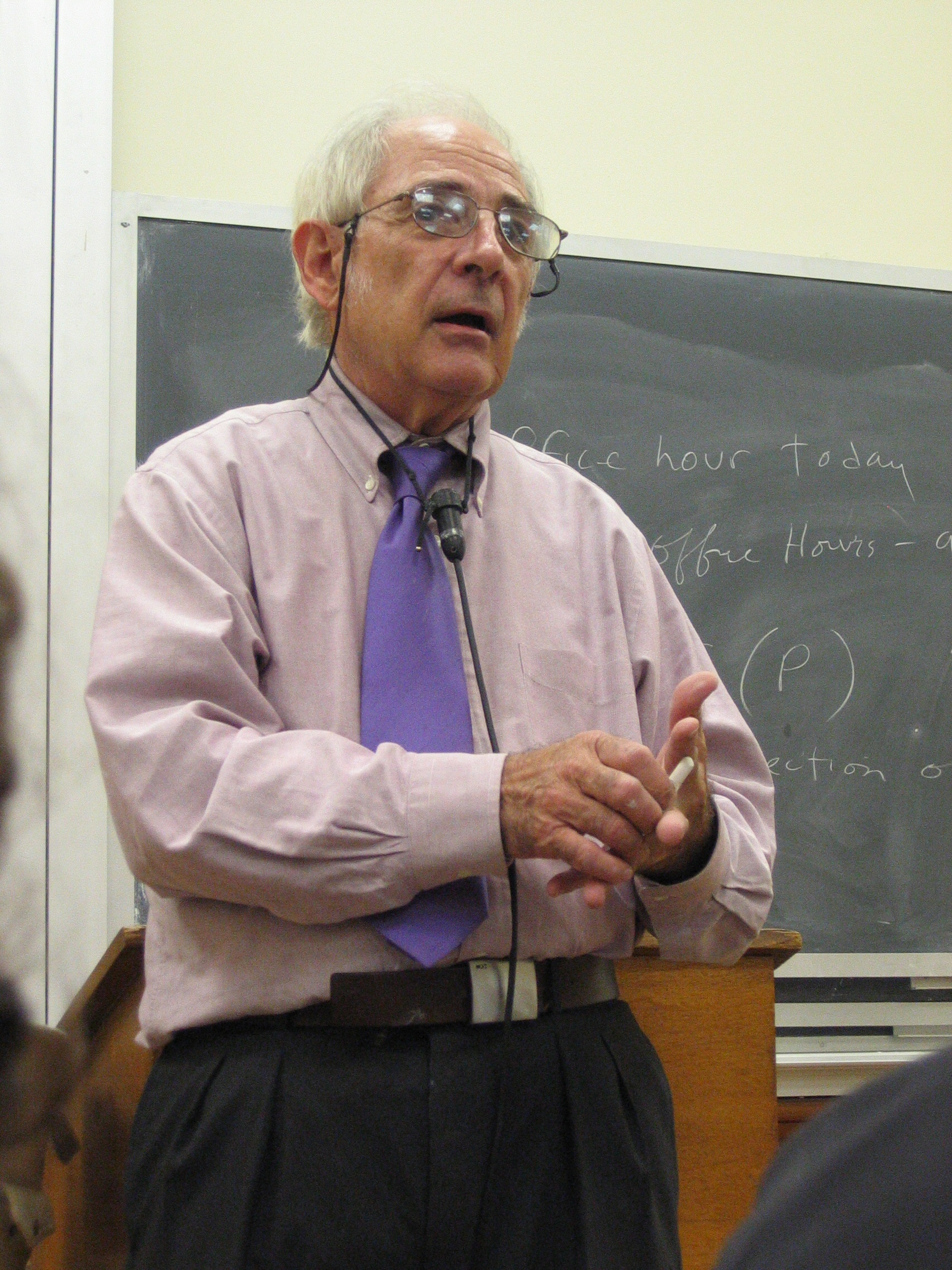
Джон Серль у грудні 2005

У популярній статті «Is the Brain's Mind a Computer Program?» («Чи є мислення комп'ютерною програмою?»), опублікованій у 1990 році, Серль описує експеримент таким чином:
|  | Візьмемо, наприклад, яку-небудь мову, якої ви не розумієте. Для мене такою мовою є китайська. Текст, написаний китайською, я сприймаю як набір безглуздих каракулів. Тепер припустимо, що мене помістили в кімнату, в якій розставлені кошики, повні китайських ієрогліфів. Припустимо також, що мені дали підручник англійською мовою, в якому наводяться правила поєднання символів китайської мови, причому правила ці можна застосовувати, знаючи лише форму символів, розуміти значення символів зовсім необов'язково. Наприклад, правила можуть твердити: «Візьміть такий-то ієрогліф з кошика номер один і помістіть його поряд з таким-то ієрогліфом з кошика номер два». Уявімо собі, що люди, які перебувають за дверима кімнати і розуміють китайську мову, передають у кімнату набори символів, і що у відповідь я маніпулюю символами відповідно до правил і передаю назад інші набори символів. У цьому випадку книга правил є не що інше, як «комп'ютерна програма». Люди, які написали її, — «програмісти», а я граю роль «комп'ютера». Кошики, наповнені символами, — це «база даних»; набори символів, що передаються до кімнати, це «питання», а набори, що виходять з кімнати, це «відповіді». Припустимо далі, що книга правил написана так, що мої «відповіді» на «питання» не відрізняються від відповідей людини, яка вільно розмовляє китайською мовою. Наприклад, люди, що знаходяться зовні, можуть передати незрозумілі мені символи, що означають: «Який колір вам більше всього подобається?» У відповідь, виконавши запропоновані правилами маніпуляції, я видам символи, на жаль, мені також незрозумілі, що означають, що мій улюблений колір синій, але мені насправді подобається зелений. Таким чином, я витримаю тест Тюрінга на розуміння китайської мови. Але все ж насправді я не розумію ані слова китайською. До того ж, я ніяк не можу навчитися цій мові у розглянутій системі, оскільки не існує жодного способу, за допомогою якого я міг би довідатися сенс хоча б одного символу. Подібно до комп'ютера, що маніпулює символами, але не може вкласти в них жодного змісту. |

Серль стверджує, що без «розуміння» (або «інтенціональності») ми не можемо описати те, що робить машина як «мислення», і, оскільки вона не думає, вона не має «розуму». Тому він робить висновок, що «сильний ШІ» є помилковим.

## Історія
У 1714 році Готфрід Лейбніц сформував подібний аргумент проти механізму (позиції про те, що розум є машиною і не більше). Лейбніц використовував уявний експеримент розширення мозку, поки він не став розміром з млин. Лейбніцю було важко уявити, що «розум», здатний до «сприйняття», може бути побудований з використанням тільки механічних процесів. У короткому оповіданні 1961 року «Гра» Анатолія Дніпрова стадіон людей виступає перемикачами та осередками пам'яті, які реалізують програму перекладу фрази португальської мови, яку ніхто з них не знає. У 1974 році Лоуренс Девіс уявляв собі дублювання мозку за допомогою телефонних ліній і офісів, у яких працювали люди, і в 1978 році Нед Блок передбачив, що все населення Китаю бере участь у такому моделюванні мозку. Цей розумовий експеримент називається Китайський мозок, також «китайська нація» або «китайський тренажерний зал».
Аргумент китайської кімнати був введений в 1980 році у статті Серля «Minds, Brains, and Programs» («Розум, мозок і програми»), опублікований в журналі Behavioral and Brain Sciences. У підсумку вона стала «найвпливовішою цільовою статтею» журналу, яка генерувала величезну кількість коментарів і відповідей у наступні десятиліття, і Серль продовжував захищати і уточнювати аргумент у багатьох статтях і книгах. Девід Коул пише, що «аргумент китайської кімнати, ймовірно, був найбільш широко обговорюваним філософським аргументом у когнітивній науці, який з'явився за останні 25 років».
Більшість дискусій складається зі спроб спростування аргументу. «Переважна більшість, — відзначає редактор BBS Стеван Харнад, — як і раніше думає, що китайський аргумент кімнати мертвий». Об'єм літератури, що виріс навколо дискусії, надихнув Пата Хейса на коментар, що поле когнітивної науки має бути переосмислено як «триваюча дослідницька програма, яка показує, що аргумент китайської кімнати Серля є помилковим».
Аргумент Серля став «чимось класичним у когнітивній науці», стверджує Харнад. Варол Акман погодився і охарактеризував оригінальну статтю як «зразок філософської чіткості і чистоти».

## Філософія
Хоча аргумент китайської кімнати спочатку був представлений у відповідь на висловлювання дослідників штучного інтелекту (ШІ), філософи стали розглядати його як важливу частину філософії свідомості. Це виклик функціоналізму і комп'ютерної теорії розуму, і пов'язаний з такими питаннями, як проблема розум-тіло, проблема інших розумів, проблема-заземлення, і важка проблема свідомості.

### Сильний ШІ
Серль визначив філософську позицію, яку він називає «сильним ШІ»:
|  | Належним чином запрограмований комп'ютер з правильними входами і виходами, таким чином, матиме розум в точно такому ж сенсі, як люди мають розум. |

Визначення залежить від відмінності між імітацією розуму та реальним розумом. Серль пише, що «згідно з Сильним ШІ, правильне моделювання дійсно є розумом. Згідно зі Слабким ШІ, правильне моделювання є моделлю розуму».
Ця позиція випливає з деяких висловлювань дослідників та аналітиків раннього ШІ. Наприклад, у 1955 році засновник ШІ Герберт А. Саймон заявив, що «зараз у світі є машини, які думають, що навчаються і створюють» і стверджують, що вони «вирішили поважну проблему розуму і тіла, пояснюючи, як система, що складається з матерії, може володіти властивостями розуму». Джон Хегленд писав, що «ШІ хоче тільки справжню статтю: машини з розумом, в повному і буквальному сенсі. Це не наукова фантастика, а реальна наука, що ґрунтується на теоретичній концепції настільки глибокій, наскільки вона є сміливою, а саме, ми, насамперед, самі є комп'ютерами».
Серль також приписує наступні позиції захисникам сильного ШІ:
- Системи штучного інтелекту можна використовувати для пояснення розуму;
- Вивчення мозку не має відношення до вивчення розуму;[f]
- Тест Тюрінга є достатнім для встановлення існування психічних станів.[g]

### Сильний ШІ, як комп'ютерна теорія розуму або функціоналізм
У більш пізніх презентаціях аргументу китайської кімнати, Серль визначив «сильний ШІ» як «комп'ютерний функціоналізм» (термін він приписує Даніелю Деннету). Функціоналізм — це позиція в сучасній філософії свідомості, яка передбачає, що ми можемо визначати психічні явища (такі як вірування, бажання і сприйняття), описуючи їхні функції по відношенню один до одного і до зовнішнього світу. Згідно з функціоналізмом, оскільки комп'ютерна програма може точно представляти функціональні відносини як відносини між символами, комп'ютер може мати психічні явища, якщо він виконує правильну програму.
Стівен Харнад стверджує, що уявлення Серля про сильний ШІ можна переформулювати як «впізнавані принципи обчислювальної діяльності, позиція (на відміну від „сильного ШІ“), якої фактично дотримуються багато мислителів, і отже, ця позиція варта спростування». Комп'ютерна теорія розуму це позиція у філософії розуму, яка стверджує, що розум можна точно описати як систему обробки інформації.
Кожен з наступних пунктів, на думку Харнада, є «принципом» комп'ютерної теорії розуму:
- Психічні стани є обчислювальними станами (тому комп'ютери можуть мати психічні стани і допомагати пояснити розум);
- Обчислювальні стани є незалежним від реалізації[en] — інакше кажучи, саме програмне забезпечення визначає обчислювальний стан, а не апаратні засоби (тому мозок, будучи апаратним, не має значення);
- Оскільки реалізація не має значення, єдині емпіричні дані, які мають значення, це як функціонує система; отже, тест Тюрінга є остаточним.

### Сильний ШІ проти біологічного натуралізму
Серль займає філософську позицію, яку він називає «біологічним натуралізмом»: свідомість і розуміння вимагають особливого біологічного механізму, який міститься в мозку. Він пише «мозок викликає думку» і що «фактичні людські психічні явища залежать від реальних фізико-хімічних властивостей реальних людських мізків». Серль стверджує, що цей механізм (відомий нейронауці як «нейронні кореляти свідомості») повинен мати деякі (невизначені) «причинні сили», які дозволяють людському досвіду бути свідомістю. Віру Серля в існування цих повноважень розкритикували.
Серль погоджується з тим, що машини можуть мати свідомість і розуміння, тому що, як він пише, «ми є саме такими машинами». Серль вважає, що мозок, по суті, є машиною, але він дає початок свідомості і розуміння, використовуючи механізми, які не є обчислювальними. Якщо неврологія здатна ізолювати механічний процес, який породжує свідомість, то Серль надає можливість створити машини, які мають свідомість і розуміння. Однак, без специфічної техніки, Серль не вірить, що свідомість можна відтворити.
Біологічний натуралізм передбачає, що неможливо визначити, чи можна створити свідомість лише шляхом вивчення того, як функціонує система, оскільки особлива техніка головного мозку є суттєвою. Таким чином, біологічний натуралізм прямо протистоїть як біхевіоризму, так і функціоналізму (включаючи «комп'ютерний функціоналізм» або «сильний ШІ»). Біологічний натуралізм подібний до теорії ідентичності (положення, що психічні стани «ідентичні» або «складаються з» неврологічних подій); однак, Серль має специфічні технічні заперечення проти теорії тотожності. Біологічний натуралізм Серля і сильний ШІ протиставляються декартовому дуалізму, класичній ідеї про те, що мозок і розум складаються з різних «речовин». Дійсно, Серль звинувачує сильний ШІ в дуалізмі, пишучи, що «сильний ШІ має сенс лише з огляду на дуалістичне припущення, що там, де розум стурбований, мозок не має значення».

### Свідомість
Оригінальна презентація Серля підкреслювала «розуміння» — тобто, психічні стани, які філософи називають «інтенціональністю», і безпосередньо не зверталися до інших тісно пов'язаних ідей, таких як «свідомість». Однак у більш пізніх презентаціях Серль включив свідомість як справжню мету аргументу.
|                                           | Моделі комп'ютерної теорії розуму самі по собі недостатні для свідомості. Комп'ютерна теорія розуму ґрунтується на свідомості так само, як обчислювальна модель чого-небудь ґрунтується на модельованому домені. Ніхто не припускає, що обчислювальна модель дощів у Лондоні залишить нас мокрими. Але вони роблять помилку, вважаючи, що комп'ютерна теорія розуму має якусь свідомість. Це одна й та ж помилка в обох випадках. |
| — Джон Р. Серль, Свідомість і мова, с. 16 | |

Девід Чалмерс пише: «цілком зрозуміло, що свідомість знаходиться в корені питання» китайської кімнати.
Колін Макгінн стверджує, що китайська кімната надає вагомі докази того, що важка проблема свідомості є принципово нерозв'язною. Аргумент, щоб бути зрозумілим, полягає не в тому, чи може машина бути свідомою, а в тому, чи може вона (або що-небудь інше) бути свідомим. Зрозуміло, що будь-який інший метод перевірки окупанта китайської кімнати має такі ж принципові труднощі, як обмін питаннями і відповідями на китайській мові. Це просто неможливо визначити, чи є у приміщенні хтось свідомий або якесь розумне моделювання.
Серль стверджує, що це справедливо лише для спостерігача поза кімнатою. Вся думка експерименту полягає в тому, щоб помістити людину всередину кімнати, де вони можуть безпосередньо спостерігати за операціями свідомості. Серль стверджує, що з його точки зору в кімнаті немає нічого, що, на його погляд, могло бути свідомістю, крім себе, і явно не має розуму, який може говорити по-китайськи.

### Прикладна етика
Патрік Хью використовував аргумент китайської кімнати, щоб вивести вимоги від військових систем управління і командування, якщо вони хочуть зберегти моральне керівництво командира. Він провів аналогію між командувачем у їхньому командному центрі і людиною в китайській кімнаті і проаналізував її читаючи поняття Арістотеля про «обов'язки» і «незнання». Інформація може бути «перетворена» з сенсу в символи і маніпулюватися символічно, але моральне втручання могло бути підірване, якщо було неадекватне «перетворення» в сенс. Хью цитував приклади інциденту USS Vincennes.

## Інформатика
Аргумент китайської кімнати — це, перш за все, аргумент у філософії свідомості, і як головні дослідники у сфері інформатики, так і дослідники штучного інтелекту вважають це незначним для їхніх галузей. Однак, кілька концепцій, розроблених вченими у сфері інформатики, мають важливе значення для розуміння аргументу, включаючи обробку символів, машини Тюрінга, повноту Тюрінга і тест Тюрінга.

### Сильний ШІ проти дослідження ШІ
Аргументи Серля зазвичай не розглядаються як питання для дослідження ШІ. Стюарт Рассел і Пітер Норвіг зауважують, що більшість дослідників ШІ «не піклуються про сильну гіпотезу ШІ — до тих пір, поки програма працює, їм не важливо, чи називаєте ви це імітацією інтелекту або реальним інтелектом». Основна місія дослідження штучного інтелекту полягає лише в тому, щоб створити корисні системи, які діють розумно, і це не має значення, якщо інтелект є «просто» імітацією.
Серль не погоджується з тим, що дослідження ШІ можуть створювати машини, здатні до високоінтелектуальної поведінки. Аргумент китайської кімнати залишає відкритою можливість того, що може бути побудована цифрова машина, яка діє більш розумно, ніж людина, але не має розуму або інтенціональності так само, як це робить мозок. Аргумент китайської кімнати не є доведеним до абсурду, а є прикладом, який вимагає пояснення.
«Сильний ШІ» Серля не слід плутати із «сильним ШІ», як це визначено Реймондом Курцвейлом та іншими футуристами, які використовують цей термін для опису машинного розуму, який конкурує або перевершує людський інтелект. Курцвейл спирається, головним чином, на кількість інтелекту, що відображається машиною, тоді як аргумент Серля не обмежує цього. Серль стверджує, що навіть супер-розумна машина не обов'язково має розум і свідомість.

### Тест Тюрінга

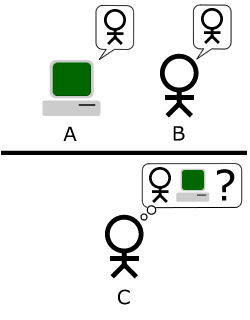
«Стандартна інтерпретація» тесту Тюрінга, в якій гравець C, спостерігач, має завдання спробувати визначити, який гравець — A або B — це комп'ютер і який є людиною. Спостерігач обмежується використанням відповідей на письмові запитання, щоб зробити висновок

Китайська кімната реалізує варіант тесту Тюрінга. Алан Тюрінг ввів тест в 1950 році, щоб допомогти відповісти на питання «чи може машина мислити?» У стандартній версії, людина-суддя бере участь в розмові природною мовою з людиною і машиною, призначеної для генерації продуктивності, яка не відрізняється від людських істот. Всі учасники розділені один від одного. Якщо суддя не може надійно відрізнити машину від людини, машина, як кажуть, пройшла тест.
Тюрінг потім розглянув кожні з можливих заперечень проти пропозиції «машини можуть думати», і виявив, що є прості, очевидні відповіді, якщо питання де-містифіковано у такий спосіб. Він, однак, не призначається для випробування вимірювання наявності «свідомості» або «розуміння». Він не вірив, що це ставлення до проблем, з якою він звертався. Він писав:
|  | Я не хочу створити враження, що я думаю, що немає ніякої таємниці свідомості. Існує, наприклад, щось схоже на парадокс, пов'язаний з будь-якими спробами локалізувати його. Але я не думаю, що ці таємниці обов'язково повинні бути вирішені перш, ніж ми можемо відповісти на питання, які турбують нас в цій статті. |

Для Серля, як філософа, який працює в галузі розуму і свідомості, це відповідні таємниці. Китайська кімната призначена, щоб показати, що тест Тюрінга є недостатнім для виявлення присутності свідомості, навіть якщо в кімнаті може бути машина, що функціонує як свідомий розум.

### Обробка символів
Китайська кімната (і всі сучасні комп'ютери) маніпулює фізичними об'єкти для того, щоб проводити розрахунки і робити моделювання. Дослідники штучного інтелекту Аллен Ньюел і Герберт А. Саймон назвали це свого роду машиною, фізичною системою символів. Це еквівалентно також формальним системам, які використовуються в галузі математичної логіки.
Серль підкреслює той факт, що подібного роду маніпуляції символами є синтаксичними (запозичуючи термін з вивчення граматики). Комп'ютер маніпулює символами, використовуючи форму синтаксичних правил, без яких-небудь знань про семантику символів (тобто їх зміст).
Ньюел і Саймон припустили, що фізична система символів (наприклад, цифровий комп'ютер) має все необхідне обладнання для «загальної інтелектуальної дії», або, як це відомо сьогодні, загальний штучний інтелект. Вони описали це як філософську позицію, гіпотезу фізичної системи символів: «Фізична система символів має необхідні і достатні умови для загальної інтелектуальної дії». Аргумент китайської кімнати не спростовує це, тому що він оформлений з точки зору «розумних дій», тобто зовнішньої поведінки машини, а не наявності чи відсутність свідомості і розуму.

### Китайська кімната та Тюрингова повнота
Китайська кімната має конструкцію, аналогічну сучасному комп'ютеру. Вона має архітектуру фон Неймана, яка складається з програми (книг інструкцій), деякої кількості пам'яті (папер і картотека), процесору, який слідує інструкціям (людина), і засобу для запису символів в пам'яті (олівець і ластик). Машина цієї конструкції відома в області теоретичної інформатики як «машина Тюрінга», тому що вона має необхідний механізм для виконання будь-яких обчислень, який машина Тюрінга може виконати, і, отже, вона здатна робити крок за кроком моделювання будь-якого іншого цифрового апарату, враховуючи достатню кількість пам'яті і часу. Алан Тюрінг пише: «всі цифрові комп'ютери в певному сенсі еквівалентні.» Широко прийнята Теза Черча-Тюрінга стверджує, що будь-яка функція обчислюється за допомогою ефективної процедури обчислення на машині Тюрінга.
Тюрингова повнота китайської кімнаті означає, що вона може робити все, що будь-який інший цифровий комп'ютер може зробити (хоча і набагато, набагато повільніше). Таким чином, якщо китайська кімната не містить чи не може містити китайськомовного розуму, то ніякий інший цифровий комп'ютер не може містити розум. Деякі відповіді Серль починає, стверджуючи, що в кімнаті, як описано вище, може не бути китайськомовного розуму. Аргументи цієї форми, відповідно до Стівена Харнада, є «не спростуванням (а швидше твердженням)» аргументу китайської кімнати, тому що ці аргументи фактично означають, що ніякі цифрові комп'ютери не можуть мати розум.
Є деякі критики, такі як Енох Бен-Ямі, які стверджують, що китайська кімната не може навіть емітувати всі можливості цифрового комп'ютера, наприклад, не має змоги визначити поточний час.

## Формалізація
Джон Серль випустив більш формальний варіант аргументу, частиною якого є китайська кімната. Першу версію він представив у 1984 році. Версія, наведена нижче, починається з 1990 року. Єдиною частиною аргументу, який має бути суперечливим, є A3, і саме цей момент експерименту китайської кімнати буде доведено.
(A1) «Програми є формальними (синтаксичними).»
Програма використовує синтаксис для керування символами і не звертає уваги на семантику символів. Вона знає, куди покласти символи і як їх перемістити, але вона не знає, нащо вони потрібні або що вони означають. Для програми символи — це тільки фізичні об'єкти, як і будь-які інші.
(A2) «Розуми мають розумовий зміст (семантика)».
На відміну від символів, що використовуються програмою, наші думки мають сенс: вони представляють речі, і ми знаємо, що вони представляють.
(A3) «Синтаксис сам по собі не є ні конститутивним, ні достатнім для семантики».
Це те, що уявний експеримент китайської кімнати має намір довести: китайська кімната має синтаксис (тому що є людина серед символів навколо). Китайська кімната не має семантики (тому що, за словами Серля, в кімнаті немає нічого або нікого, що розуміє, що означають символи). Таким чином, наявність синтаксису недостатньо для створення семантики.
Серль стверджує, що це веде безпосередньо до такого висновку:
(С1) Програми не є ні конститутивними, ні достатніми для розуму.
Це має бути вірним без розбіжностей з першими трьома аксіомами: програми не мають семантики. Програми мають тільки синтаксис, а синтаксис недостатній для семантики. Кожен розум має семантику. Тому ніякі програми не є свідомістю.
Такий аргумент має на меті показати, що штучний інтелект ніколи не може створити машину з розумом, написавши програми, які маніпулюють символами. Решта аргументів стосуються іншого питання. Чи працює людський мозок? Іншими словами, чи є обчислювальна теорія розуму правильною? Він починає з аксіоми, яка покликана висловити основний сучасний науковий консенсус про мозок і розум:
(A4) Мозок породжує розум.
Серль стверджує, що ми можемо «негайно» і «тривіально» вивести те, що: (С2) Будь-яка інша система, здатна викликати розум, повинна мати причинну силу (принаймні), еквівалентну мозковим.
Мозок повинен мати те, що викликає існування розуму. Наука ще має точно визначити, що це таке, але воно повинне існувати, тому що розум існує. Серль називає це «причинними силами». «Причинні сили» — це те, що використовує мозок для створення розуму. Якщо щось інше може викликати існування розуму, воно має мати «еквівалентні причинні сили». «Еквівалентні причинно-наслідкові сили» — це те, що можна використовувати для розуму.
І з цього він виводить наступні висновки:
(C3) Будь-який артефакт, який створював психічні явища, будь-який штучний мозок, повинен мати можливість копіювати конкретні причинні сили мозку, і це не можна зробити просто шляхом проведення формальної програми.
Це випливає з С1 і С2: Оскільки жодна програма не може створити розум, а «еквівалентні причинні сили» створюють розуми, випливає, що програми не мають «еквівалентних причинних сил».
(C4) Шлях за яким людський мозок насправді створює психічні явища не може бути відтворений виключно завдяки запуску комп'ютерної програми.

## Відповіді
Відповіді на аргумент Серля можна класифікувати відповідно до того, що вони стверджують і що вони показують:
- Ті, які визначають, хто говорить китайською мовою
- Ті, що демонструють, як безглузді символи можуть стати значущими
- Ті, які свідчать про те, що китайська кімната повинна бути певним чином перероблена
- Ті, що стверджують, що аргумент Серля вводить в оману
- Ті, хто стверджує, що аргумент робить помилкові припущення про суб'єктивний свідомий досвід і тому нічого не доводить

Деякі з аргументів (наприклад, моделювання роботи та мозку) потрапляють у декілька категорій.

### Відповіді систем та віртуального мозку: знаходження розуму
Ці відповіді намагаються відповісти на запитання: оскільки людина в кімнаті не говорить китайською, де той «розум», що говорить? У цих відповідях розглядаються ключові онтологічні питання дихотомії розуму та тіла і моделювання проти реальності. Всі відповіді, які визначають розум у кімнаті, є версіями «системної відповіді».

#### Відповідь системи
Базова версія стверджує, що це «ціла система», яка розуміє китайську мову. Хоча людина розуміє тільки англійську мову, коли вона поєднується з програмою, скретч папером, олівцями і шафами, вони формують систему, що може зрозуміти китайську мову. «Тут розуміння не приписується лише окремій особистості, а скоріше приписується цій цілій системі, частиною якої вона є», — пояснює Серль. Той факт, що людина не розуміє китайську мову, не має значення, оскільки має значення лише система в цілому.
Серль зазначає, що (у цій простій версії відповіді) «система» — це не що інше, як колекція звичайних фізичних об'єктів; вона надає силу розуміння і свідомості «кон'юнктурі цієї особи і бітів паперу», не роблячи жодних зусиль, щоб пояснити, як ця купа об'єктів стала свідомою, мислездатною істотою. Серль стверджує, що жодна розумна людина не повинна бути задоволена відповіддю, якщо вона не «під владою ідеології»; Для того, щоб ця відповідь була віддалено правдоподібною, треба сприймати як належне, що свідомість може бути продуктом «системи» обробки інформації, і не вимагає нічого схожого на реальну біологію мозку.
Тоді Серль відповідає спрощенням цього списку фізичних об'єктів: він запитує, що станеться, якщо людина запам'ятає правила і відстежуватиме все у своїй голові? Тоді вся система складається лише з одного об'єкта: самої людини. Серль стверджує, що якщо людина не розуміє китайську мову, то система не розуміє китайської мови, тому що тепер «система» і «людина» описують точно один і той же об'єкт.
Критики відповіді Серля стверджують, що програма дозволила людині мати дві свідомості в одній голові.[хто?] Якщо ми припускаємо, що «розум» є формою обробки інформації, то теорія обчислень може враховувати дві групи обчислень, що відбуваються одночасно, а саме: (1) обчислення для універсальної програмованості (яка є функцією, що створюється особою і матеріалами запису, незалежно від будь-якого конкретного змісту програми) та (2) обчислення машини Тюрінга, яка описується програмою (яка створюється всім, включаючи конкретну програму). Теорія обчислень, таким чином, офіційно пояснює відкриту можливість того, що друге обчислення в китайській кімнаті може спричинити людино-еквівалентне семантичне розуміння китайських входів. Основна увага приділяється машині Тюрінга, а не людині. Однак, з точки зору Серля, цей аргумент є циркулярним. Йдеться про те, чи є свідомість формою обробки інформації, і ця відповідь вимагає, щоб ми зробили це припущення.
Більш складні версії системних відповідей намагаються більш точно визначити, що таке «система», і вони відрізняються саме тим, як вони її описують. Згідно з цими відповідями,[хто?] «розум, який говорить китайською», може бути такими речами, як: «програмне забезпечення», «програма», «запущена програма», імітація «нейронних корелятів свідомості», «функціональна система», «імітований розум», «утворювана властивість» або «віртуальний розум» (версія відповіді Марвіна Мінського, описана нижче).

#### Відповідь віртуального мозку
Термін «віртуальний» використовується в комп'ютерній науці для опису об'єкта, який ніби-то існує «в» комп'ютері (або комп'ютерній мережі) тільки тому, що програмне забезпечення робить його ніби-то існуючим. Об'єкти «всередині» комп'ютерів (включаючи файли, папки та так далі) є «віртуальними», за винятком електронних компонентів комп'ютера. Так само, стверджує Мінський, комп'ютер може містити «розум», який є віртуальним в тому ж сенсі, як віртуальні машини, віртуальні спільноти і віртуальна реальність.
Щоб роз'яснити відмінність між простими відповідями системи, наведеними вище, і відповідями віртуального розуму, Девід Коул зазначає, що два моделювання можуть працювати в одній системі одночасно: один говорить китайською і один говорить корейський. Хоча існує тільки одна система, може бути кілька «віртуальних розумів», тому «система» не може бути «розумом».
Серль відповідає, що такий розум, у кращому випадку, симуляція, і пише: «Ніхто не припускає, що комп'ютерне моделювання тривоги високого рівня спалить околиці або що комп'ютерне моделювання дощової бурі залишить нас усіх залитими». Ніколас Ферн відповідає, що для деяких речей імітація справляється не гірше ніж реальна дія. "Коли ми викликаємо функцію калькулятора на настільному комп'ютері, на екрані з'являється зображення калькулятора. Ми не скаржимося, що «це насправді не калькулятор», тому що фізичні атрибути пристрою не є важливими. Питання в тому, чи є людський розум схожим на калькулятор, і чи складається він по суті з інформації? Або розум був схожим на дощ, або на щось інше, а не на комп'ютер, і неможливо відтворити його повністю за допомогою комп'ютерного моделювання? (Питання моделювання також обговорюється в статті синтетичного інтелекту.)
Ці відповіді дають пояснення, хто саме розуміє китайську мову. Якщо є щось, крім людини в кімнаті, яка може зрозуміти китайську мову, Серль не може стверджувати, що (1) людина не розуміє китайську мову, тому (2) ніщо в кімнаті не розуміє китайську мову. Це, на думку тих, хто робить цю відповідь, показує, що аргумент Серля не в змозі довести, що «сильний ШІ» є помилковим.
Однак, думки експерименту не мають на меті бути доведеними до абсурду, а скоріше прикладом, який потребує пояснення. Серль не стверджує, що ситуація неможлива, та мабуть важко або неможливо пояснити, як ця система може мати суб'єктивний свідомий досвід. Відповіді системи вдається довести, що це не неможливо, але не в змозі показати, як система буде мати свідомість; відповіді самі по собі не дають жодних доказів того, що система (або віртуальний розум) розуміє китайську мову, крім гіпотетичної передумови, що вона проходить тест Тюрінга. Як пише Серль, «відповідь системи просто ставить питання, наполягаючи на тому, що система повинна розуміти китайську мову».

### Відповіді робота та семантики: знаходження значення
Що стосується людини в кімнаті, то символи — це просто безглузді «карикатури». Але якщо китайська кімната дійсно «розуміє» те, що вона говорить, то символи повинні отримати своє значення звідкись. Ці аргументи намагаються з'єднати символи з речами, які вони символізують. Ці відповіді стосуються сумнівів Серля щодо інтенціональності, заземлення символів і синтаксису проти семантики.

#### Відповідь робота
Припустимо, що замість кімнати, програма була поміщена в робота, який міг блукати навколо і взаємодіяти з його оточенням. Це дозволить «причинно-наслідковий зв'язок» між символами і речами, які вони представляють. Ганс Моравек зауважує: «Якщо б ми могли прищепити робота до програми міркувань, нам більше б не знадобилася людина, яка б надавала сенс: він прийде з фізичного світу.»
Відповідь Серля полягає в тому, щоб припустити, що, без відома особи в китайській кімнаті, деякі входи надходили безпосередньо з камери, встановленої на роботі, а деякі виходи використовувалися для маніпулювання руками і ногами робота. Тим не менш, людина в кімнаті все ще просто дотримується правил, і не знає, що означають символи. Серль пише: «він не бачить, що потрапляє у поле зору робота». (Дивіться кімнату Марії для подібного експерименту).

#### Похідне значення
Деякі з них відповідають, що кімната, як це описує Серль, пов'язана зі світом: через китайців, з якими вона «розмовляє» через програмістів, які розробляли базу знань у своєму кабінеті. Символи, якими маніпулює Серль, вже є значущими, вони просто не мають значення для нього.
Серль говорить, що символи мають лише «похідне» значення, як значення слів у книгах. Значення символів залежить від свідомого розуміння китайською мовою і програмістами за межами приміщення. Кімната, як і книга, не має власного розуміння.

#### Проблема здорового глузду / відповідь контекстуаліста
Деякі стверджували, що значення символів випливають з величезного «фону» проблеми здорового глузду, закодованих у програмі та шафах. Це дало б «контекст», який би надавав символам їх значення.
Серль погоджується, що цей фон існує, але він не погоджується, що його можна вбудувати у програми. Губерт Дрейфус також критикував ідею, що «фон» можна представити символічно.
До кожної з цих пропозицій відповідь Серля однакова: незалежно від того, скільки знань написано в програмі і незалежно від того, як програма пов'язана зі світом, вона все ще перебуває в кімнаті, маніпулюючи символами відповідно до правил. Його дії синтаксичні, і ніколи не можна буде пояснити йому, що символізують символи. Серль пише «синтаксис недостатній для семантики».
Тим не менш, для тих, хто визнає, що дії Серля моделюють розум, відокремлений від його власного, важливе питання не те, що символи означають для Серля, а важливо, що вони означають для віртуального розуму. Незважаючи на те, що Серль потрапив у кімнату, віртуальний розум не є: він пов'язаний із зовнішнім світом через китайських спікерів, яким він говорить, через програмістів, які дали йому світові знання, і через камери та інші датчики, які можуть надати робототехники.

### Моделювання мозку і відповідь на зв'язок: редизайн кімнати
Ці аргументи є всіма версіями системних відповідей, які визначають певний тип системи важливим; вони визначають певну спеціальну технологію, яка створила б усвідомлення розуміння в машині. (Зауважте, що відповіді «робот» і «розумне знання» також визначають певний тип системи важливим.)

#### Відповідь симулятора мозку
Припустимо, що програма, що моделюється в дрібних деталях поведінки кожного нейрона в мозку китайського спікера. Це підсилює інтуїцію, що не було б істотної різниці між функціонуванням програми та функціонуванням живого людського мозку.
Серль відповідає, що таке моделювання не відтворює важливих особливостей мозку — його каузальних і інтенціональних станів. Серль твердо стверждує, що «людські психічні явища залежать від реальних фізико-хімічних властивостей реальних людських мізків». Більше того, він стверджує:
[У]явіть собі, що замість одномовного чоловіка в кімнаті перетасовки символів у нас є людина, яка керує складним набором водопровідних труб з клапанами, що з'єднують їх. Коли людина отримує китайські символи, вона шукає в програмі, написаною англійською мовою, в якій вона повинна включатися і вимикатися. Кожне підключення води відповідає синапсу в китайському мозку, і вся система налаштована так, що після виконання всіх правильних стрільб, тобто після включення всіх правильних змішувачів, китайські відповіді виходять на вихідний кінець серії труб.

А де ж розуміння в цій системі? Вона бере китайську мову як вхід, вона імітує формальну структуру синапсів китайського мозку, і вона дає китайцям вихід. Але людина, звичайно, не розуміє китайську мову, а також водопровідні труби, і якщо ми спокушаємося прийняти те, що, на мою думку, є абсурдним поглядом, що якимось чином зрозуміла зв'язок людини і водопроводу, пам'ятайте, що в принципі людина може усвідомити формальну структуру водопровідних труб і виконувати всі «нейронні обстріли» у його уяві.[сторінка?]
Двома варіаціями відповіді симулятора мозку є сценарій китайського мозку і сценарій заміни мозку.

##### Китайський мозок
Що робити, якщо ми попросимо кожного громадянина Китаю імітувати один нейрон, використовуючи телефонну систему для моделювання зв'язків між аксонами та дендритами? У цій версії, здається очевидним, що жодна людина не матиме розуміння того, що мозок може говорити. Очевидно також, що ця система буде функціонально еквівалентною мозку, тому якщо свідомість є функцією, ця система буде свідомою.

##### Сценарій заміни мозку
У цьому сценарії нам пропонується уявити, що інженери винайшли крихітний комп'ютер, який імітує дію окремого нейрона. Що станеться, якщо замінити один нейрон одночасно? Заміна одного, безсумнівно, нічого не значить для зміни свідомості. Замінивши всі вони створили б цифровий комп'ютер, який імітує мозок. Якщо Серль має рацію, то свідомість повинна зникнути під час процедури (або поступово, або відразу). Критики Серля стверджують, що у процедурі не буде ніякого сенсу, якщо він може стверджувати, що свідомість закінчується і починається бездумне моделювання. Серль прогнозує, що, проходячи через протез мозку, "ви виявите, до вашого повного здивування, що ви дійсно втрачаєте контроль над своєю зовнішньою поведінкою. Ви помічаєте, наприклад, що коли лікарі перевіряють ваше бачення, ви чуєте, як вони говорять: «перед вами тримають червоний предмет, і питають, що ви бачите. Ви хочете кричати: „Я нічого не бачу. Я повністю сліпий“. Але ви чуєте, як ваш голос говорить, знаходячись повністю поза вашим контролем: „Я бачу червоний предмет перед собою“. […] [Y] наш свідомий досвід повільно зводиться до нічого, в той час як ваша зовнішня спостережувана поведінка залишається незмінною». (Див. Корабель Тесея для подібного експерименту).

#### Відповіді на підключення
Ця відповідь тісно пов'язана з відповіддю симулятора мозку, це стверджує, що масово паралельна архітектура зв'язків була б здатна розуміти.

#### Комбінація відповідей
Ця відповідь поєднує в собі відповідь робота з відповіддю симулятору мозку, стверджуючи, що симуляція мозку, пов'язана зі світом через тіло робота, може мати розум.

#### Багато особняків / Почекайте відповідь до наступного року
Кращі технології в майбутньому дозволять комп'ютерам зрозуміти. Серль погоджується, що це можливо, але вважає, що це не має значення. Його аргумент полягає в тому, що машина, що використовує програму для маніпулювання формально визначеними елементами, не може створити розуміння. Аргумент Серлая, якщо він правильний, виключає тільки цей конкретний дизайн. Серль погоджується з тим, що можуть існувати інші конструкції, які змусять машину мати свідоме розуміння.
Ці аргументи (і відповіді на знання робота або здорового глузду) визначають певну спеціальну технологію, яка допоможе створити свідоме розуміння в машині. Вони можуть тлумачитися двома способами: або вони стверджують, що (1) ця технологія необхідна для свідомості, китайська кімната не реалізує або не може реалізувати цю технологію, і тому китайська кімната не може пройти тест Тюрінга або (навіть якщо це було) не мала би свідомого розуміння. Або вони можуть стверджувати, що (2) легше бачити, що китайська кімната має розум, якщо ми уявляємо цю технологію як використовувану для її створення.
У першому випадку, коли потрібні такі функції, як тіло робота або архітектура конекторів, Серль стверджує, що сильний ШІ (як він розуміє) був покинутий. Китайська кімната має всі елементи повної машини Тюрінга і, таким чином, здатна імітувати будь-які цифрові обчислення. Якщо в кімнаті Серля неможливо пройти тест Тюрінга, то немає ніякої іншої цифрової технології, яка могла б пройти тест Тюрінга. Якщо кімната Серля могла пройти тест Тюрінга, але все ще не має розуму, тест Тюрінга недостатній для того, щоб визначити, чи є в кімнаті «розум». Так чи інакше, він заперечує ту чи іншу позицію, яку Серль вважає «сильним ШІІ», доводячи свій аргумент.
Аргументи мозку, зокрема, заперечують сильний ШІ, якщо вони припускають, що немає простішого способу описати розум, ніж створити програму, яка так само таємнича, як і мозок. Він пише: «Я думав, що вся ідея сильного ШІ полягає в тому, що нам не потрібно знати, як працює мозок, щоб дізнатися, як працює розум». Якщо розрахунок не дає пояснення людського розуму, то сильний ШІ зазнав невдачі, згідно з думкою Серля.
Інші критики стверджують, що кімната, як це описав Серль, насправді має розум, однак вони стверджують, що це важко побачити — опис Серля є правильним, але вводить в оману. Реорганізуючи приміщення більш реально, вони сподіваються зробити це більш очевидним. У цьому випадку ці аргументи використовуються як заклики до інтуїції (див. Наступний розділ).
Насправді, приміщення можна так само легко переробити, щоб послабити нашу інтуїцію. Аргумент Блокхеда Неда Блока припускає, що програма може, теоретично, бути переписана в просту таблицю пошуку правил форми «якщо користувач пише S, відповідає P і переходить до X». Принаймні, в принципі, будь-яка програма може бути переписана (або «рефактована») у цю форму, навіть в мозок. У сценарії Блокхеда весь психічний стан прихований у букві X, який представляє адресу пам'яті — номер, пов'язаний з наступним правилом. Важко уявити, що момент свідомого досвіду може бути захоплений в одному великому числі, але це саме те, що стверджує «сильний ШІ». З іншого боку, така таблиця була б смішно великою (до того, що вона фізично неможлива), і твердження могли б бути надзвичайно специфічними.
Серль стверджує, що як би у програмі не було написана, як машина пов'язана зі світом, розум моделювався б просто крок за кроком цифрової машини (або машин). Ці машини завжди такі самі, як людина в кімнаті: вони нічого не розуміють і не говорять по-китайські. Вони просто маніпулюють символами, не знаючи, що вони означають. Серль пише: «Я можу мати будь-яку офіційну програму, яка вам подобається, але я все ще нічого не розумію».

### Швидкість і складність: звертається до інтуїції
Наступні аргументи (і інтуїтивні інтерпретації аргументів вище) прямо не пояснюють, як китайська мова може існувати в кімнаті Серля, або як символи, якими він маніпулює, можуть стати значущими. Проте, викликаючи сумніви щодо інтуїції Серля, вони підтримують інші позиції, такі як відповіді системи та робота. Ці аргументи, якщо вони будуть прийняті, не дозволять Серлю стверджувати, що його висновок очевидний, підриваючи інтуїцію, яка вимагає його визначеність.
Кілька критиків вважають, що аргумент Серля повністю спирається на інтуїцію. Нед Блок пише: «Аргумент Серля залежить від сили його інтуїції, яку певні суб'єкти не мають». Деніел Деннетт описує аргумент китайської кімнати як помилковий «інтуїційний насос» і пише: «уявний експеримент Серля залежить, незаконно, від твого уявлення про простий випадок, нерелевантного випадку, і виведення з нього» очевидного "висновку.
Деякі з вищенаведених аргументів також функціонують як заклики до інтуїції, особливо до тих, які мають на меті зробити більш правдоподібним те, що китайська кімната містить розум, який може включати робота, розумне знання, моделювання мозку та відповіді коннектиста. Деякі з вищенаведених відповідей також стосуються конкретного питання складності. Відповідь проблеми здорового сенсу підкреслює, що робоча система штучного інтелекту повинна бути такою ж складною і взаємопов'язаною, як і людський мозок. Відповідь на розумне знання підкреслює, що будь-яка програма, яка проходила тест Тюрінга, повинна бути «надзвичайно пружною, витонченою і багатошаровою системою, наповненою» світовими знаннями «і метазнанням і мета-мета-знаннями», як пояснює Деніел Деннет.

#### Відповіді швидкості та складності
Швидкість, з якою людський мозок обробляє інформацію, (за деякими оцінками) становить 100 мільярдів операцій в секунду. Декілька критиків відзначають, що людині в кімнаті, ймовірно, знадобляться мільйони років, щоб відповісти на просте питання, і вимагатимуть «шафи» з астрономічними розмірами. Це ставить під сумнів ясність інтуїції Серля.
Особливо яскравою версією швидкості і складності є відповідь Пола та Патріції Черчленд. Вони пропонують такий аналогічний експеримент:

#### Світла кімната Черчленда
«Розглянемо темну кімнату, в якій міститься людина, що тримає магніт, або заряджений об'єкт. Якщо людина накачує магніт вгору і вниз, то, згідно з теорією Максвелла про штучну яскравість (ШЯ), він почне розповсюджувати коло електромагнітних хвиль таким чином буде світлим. Але, як ми всі знаємо, що коли ми граємо з магнітами або зарядженими кульками, їхні сили (або будь-які інші сили), навіть якщо вони приводяться в рух, взагалі не мають яскравості. Це немислимо, що ви могли б представляти справжню яскравість тільки рухом сил навколо!» Проблема в тому, що йому доведеться махати магнітом вгору-вниз щось на зразок 450 трильйонів разів на секунду, щоб побачити щось.
Стівен Харнад критично ставиться до відповідей швидкості та складності, коли вони збиваються за межі нашої інтуїції. Він пише: «Деякі зробили культ швидкості і часу, вважаючи, що, прискорившись до потрібної швидкості, обчислювальний процес може зробити фазовий перехід у психіку. Повинно бути зрозуміло, що це не контраргумент, а просто спекуляція ad hoc (так само, як і думка, що все це лише питання, яке потрібно доробити до потрібного ступеня „складності“)».
Серль стверджує, що його критики також покладаються на інтуїцію, проте інтуїції його опонентів не мають емпіричної основи. Він пише, що для того, щоб розглядати «відповідь системи» як віддалено правдоподібну, людина повинна бути «під владою ідеології». Системна відповідь має сенс тільки для Серля, якщо припустити, що будь-яка «система» може мати свідомість, просто через систему, що має правильну поведінку і функціональні частини. Це припущення, стверджує він, не є надійним з огляду на наш досвід свідомості.

### Інші розуми та зомбі: безглуздість
Кілька відповідей стверджують, що аргумент Серля не має значення, оскільки його припущення про розум і свідомість є помилковими. Серль вважає, що люди щодня безпосередньо відчувають свою свідомість, інтенціональність і природу розуму, і що цей досвід свідомості не викликає сумніву. Він пише, що ми повинні «припускати реальність і пізнаваність розумового». Ці відповіді на запитання, чи є Серль виправданим у використанні власного досвіду свідомості, щоб визначити, що це більше, ніж механічна обробка символів. Зокрема, відповідь інших умів стверджує, що ми не можемо використовувати наш досвід свідомості, щоб відповісти на питання про інші уми (навіть розум комп'ютера), і відповідь епіфенома стверджує, що свідомість Серля не «існує» в тому сенсі, що Серль думає, що це працює.
Відповідь інших розумів
Ця відповідь вказує на те, що аргумент Серля є версією проблеми інших розумів, застосованих до машин. Не існує способу визначити, чи суб'єктивний досвід інших людей є таким самим, як наш. Ми можемо лише вивчити їхню поведінку (тобто, надавши їм власний тест Тюрінга). Критики Серля стверджують, що він приписує китайську кімнату до більш високого стандарту, ніж той, до якого мі б приписали звичайну людину.
Нілс Нільссон пише: "Якщо програма поводиться так, наче вона помножується, більшість з нас скаже, що це насправді помножується. Адже, наскільки я знаю, Серль може поводитися тільки так, ніби він глибоко думає про ці питання. Але, незважаючи на те, що я не згоден з ним, його симуляція досить гарна, тому я готовий покласти його на справжню думку.
Алан Тюрінг передбачав аргумент Серля (який він назвав «Аргумент від свідомості») в 1950 році і надав відповідь іншим розумам. Він зазначив, що люди ніколи не розглядають проблему інших розумів при спілкуванні один з одним. Він пише, що «замість того, щоб постійно сперечатися над цим питанням, звичайно маємо ввічливу конвенцію, над якою всі думають». Тест Тюрінга просто поширює цю «ввічливу конвенцію» на машини. Він не мав наміру вирішувати проблему інших умів (для машин або людей), і він не думав, що нам це потрібно.
Відповідь епіфеномену / зомбі
Кілька філософів стверджують, що свідомості, як це описує Серль, не існує. Ця позиція іноді називається елімінативним матеріалізмом: думка про те, що свідомість є властивістю, яка може бути зведена до строго механічного опису, і що наш досвід свідомості є, як це описує Деніель Деннетт, «ілюзією користувача».
Стюарт Рассел і Пітер Норвіг стверджують, що якщо ми сприймаємо опис інтенціональності, свідомості і розуму Серля, ми змушені визнати, що свідомість є епіфеноменальним: що вона «не відкидає тіні», що вона не виявляється у зовнішньому світі. Вони стверджують, що Серль повинен помилятися про «пізнаваність психіки», і в своїй вірі, що в наших нейронах є «причинні властивості», які породжують розум. Вони вказують на те, що, за власним описом Серля, ці причинні властивості не можуть бути виявлені будь-ким за межами розуму, інакше китайська кімната не зможе пройти тест Тюрінга — люди з-за кордону зможуть сказати, що не було китайського спікеру в кімнаті шляхом виявлення їх причинних властивостей. Оскільки вони не можуть виявити причинних властивостей, вони не можуть виявити існування психічного. Коротше кажучи, «каузальні властивості» Серля і сама свідомість нез'ясовні, і все, що не може бути виявлено, або не існує, або не має значення.
Деніел Деннетт дає таке розширення аргументу «епіфеномен».
Відповідь Деннета від природного відбору
Припустимо, що за деякою мутацією народжується людина, яка не має «причинних властивостей» Серля, але, однак, діє точно так само, як людина. (Цей вид тварини називається «зомбі» в думках експериментів у філософії свідомості). Ця нова тварина буде відтворюватися так само, як будь-яка інша людина, і в кінцевому підсумку буде більше цих зомбі. Природний відбір приносить користь зомбі, оскільки їхній дизайн (ми можемо припустити) трохи простіше. Зрештою люди вимерли б. Отже, якщо Серль має рацію, то, швидше за все, люди (як ми їх бачимо сьогодні) є насправді «зомбі», які, проте, наполягають на тому, що вони свідомі. Неможливо знати, чи всі ми зомбі чи ні. Навіть якщо ми всі зомбі, ми все одно віримо, що ми не є.
Серль не погоджується з цим аналізом і стверджує, що «вивчення розуму починається з таких фактів, як те, що люди мають переконання, тоді як термостати, телефони і додавання машин не … і печінки.» Він вважає очевидним, що ми можемо виявити присутність свідомості і відкидає ці відповіді як невідповідні.
Відповідь палаючого лазерного меча Ньютона
Майк Елдер стверджує, що весь аргумент є легковажним, тому що він не позитивістський: не тільки відмінність між імітацією розуму і розумом, який не є чітко визначеним, але це також не має значення, оскільки жоден експеримент не був, або навіть може бути, запропонований розрізняти їх.

## У масовій культурі
Аргумент китайської кімнати є центральним поняттям у романах Пітера Воттса Сліпобачення і (в меншій мірі) Ехопраксія. Вона також є центральною темою відеоігри Virtue's Last Reward, і пов'язана з розповіддю гри. У 4-му сезоні американської злочинної драми 4исла є коротке посилання на китайську кімнату.
The Chinese Room також називається британська незалежна студія з розробки відеоігор, найвідомішою в роботі над експериментальними іграми від першої особи, такими як Everybody's Gone to the Rapture або Dear Esther.

## Нотатки
1. 1 2 3  Глава свідомість цієї статті розглядає взаємозв'язок між аргументом китайської кімнати і свідомістю.
2. 1 2  Ця версія взята з "Розуму, мови та суспільства" (англ. "Mind, Language and Society'"), написанох Серлем[16], її також цитує Деніел Деннет у книзі Роз'яснення свідомості[en].[17] Оригінальна постановка Серля була: «Належним чином запрограмований комп'ютер дійсно є розумом, в тому сенсі, що комп'ютери, які отримують потрібні програми, можуть буквально сказати, що вони розуміють і мають інші когнітивні стани».[18] Сильний ШІ визначається аналогічно Стюартом Расселом[en] та Пітером Норвігом: «Твердження про те, що машини можуть діяти розумно (або, можливо, краще діяти так, ніби вони розумні), називається філософами гіпотезою „слабкого ШІ“, а твердженням, що машини, які роблять це, насправді думають (на відміну від імітаційного мислення) називається гіпотезою „сильного ШІ“.»[4]
3. ↑  Зверніть увагу, що Лейбніц заперечував проти «механічної» теорії розуму (філософська позиція, відома як механізм[en]). Серль заперечує проти поглядів на «обробку інформації», як на розум (філософська позиція, відома як «Комп'ютерна теорія розуму») Серль приймає механізм і відкидає комп'ютерну теорію розуму.
4. ↑  Харнад[en] редагував BBS протягом років, коли бачив вступ і популяризацію аргументу китайської кімнати.
5. ↑  Стеван Харнад[en] вважає, що аргумент Серля проти теорії, що «з тих пір називають» комп'ютерною теорією розуму", згідно з яким пізнання є просто обчисленням, отже, психічні стани є просто обчислювальними станами".[14] Девід Коул погоджується, що «аргумент також має широкі наслідки для функціоналістичних і обчислювальних теорій сенсу і розуму».[15]
6. ↑  Серль вважає, що "сильний ШІ має сенс лише з огляду на дуалістичне припущення, що там, де розум стурбований, мозок не має значення". [23] Він пише в іншій роботі: «Я думав, що вся ідея сильного ШІ полягає в тому, що нам не потрібно знати, як мозок працює, щоб дізнатися, як працює розум.» [24] Ця позиція зобов'язана своєю фразою Стевану Харнаду.[25]
7. ↑  "Одним з пунктів, про які йдеться, є "адекватність тесту Тюрінга ".[26]
8. ↑  Комп'ютерна теорія розуму пов'язана із Джеррі Фодором and Гіларі Патнемом,[29] та підтримується Алленом Ньюелом,[25] Зеноном Пилишином[25] та Стівеном Пінкером,[30] серед інших.
9. ↑  Ларрі Хаузер пише, що "біологічний натуралізм або плутається (блукає між теорією ідентичності та дуалізмом), або ж "просто "є" теорією ідентичності або дуалізмом".[34]
10. ↑  Формулювання кожної аксіоми та висновок є викладом у презентації Серля у Scientific American.[33][47] (А1-3) і (С1) описуються як 1,2,3 і 4 у Девіда Коула.[48]
11. ↑  Пол і Патрісія Черчленд пишуть, що експеримент китайської кімнати має на меті "підкріпити аксіому 3".[49]
12. ↑  Девід Коул поєднує другу і третю категорії, а також четверту і п'яту.[50]
13. ↑  Цю позицію підтримує  Нед Блок[en], Джек Копланд[en], Деніел Деннет, Джеррі Фодор, Джон Хаугеланд[en], Реймонд Курцвейл та Жорж Рей[en].[52]
14. ↑  Відповідь віртуального мозку підтримують Марвін Мінський, Тім Модлін[en], Девід Чалмерс та Девід Коул.[55] Відповідь була введена Марвіном Мінським.[56][57]
15. ↑  Девід Коул пише: "З інтуїції, що в експерименті КК він не розуміє китайську мову за допомогою програми, Серль робить висновок, що немає розуміння, створеного за допомогою запуску програми. Ясно, чи є висновок правильним чи не перетворюється на метафізичне питання про особистість і розум. Якщо людське розуміння не збігається з розумінням оператора кімнати, то висновок не можна зробити.[60]
16. ↑  Цю позицію підтримували Маргарет Боден, Тім Крейн[en], Деніел Деннет, Джеррі Фодор, Стівен Харнад[en], Ганс Моравек та Жорж Рей[en].[63]
17. ↑   Девід Коул називає це "зовнішнім" точкою розуму.[65]
18. ↑  Похідне значення відповіді асоціюється з Деніелом Деннетом та іншими.
19. ↑  Серль розрізняє «внутрішню» інтенціональність і «похідну» інтенціональність. «Внутрішня» інтенціональність є тим, що передбачає «свідоме розуміння», як і у людському розумі. Деніел Деннет не погоджується, що існує різниця. Девід Коул пише, що «похідна» інтенціональність — все, що є, на думку Деннета.[67]
20. ↑  Девід Коул описує це як "внутрішній" підхід до сенсу.[65] Серед прихильників цієї позиції - Роджер Шанк[en] , Дуглас Ленат, Марвін Мінський та (із застереженнями) Деніел Деннет, який пише «Факт у тому, що будь-яка програма, яка проходила тест Тюрінга, повинна бути надзвичайно пружною, витонченою і багатошаровою системою, наповненою» світовим знанням «і мета-знаннями і мета-мета-знаннями.» [68]
21. ↑  Серл також пише: "Формальні символи самі по собі не можуть бути достатніми для розумового змісту, тому що символи, за визначенням, не мають сенсу (або інтерпретації, або семантики), за винятком того, що хтось поза системою дає їм це"[71]
22. ↑  Моделювання мозку було повторено Полом Черчлендом[en], Патріцією Черчленд та Реймондом Курцвейлом.[73]
23. ↑  Ранні версії цього аргументу були висунуті в 1974 році Лоуренсом Девісома в 1978 році Недом Блоком[en]. Версія Блоку використовувала рації і називалася «китайський тренажерний зал». Павло і Патрісія Черчленд також описали цей сценарій.[75]
24. ↑  Перша версія сценарію заміни мозку була висунута Кларком Глімуром[en] в середині 70-х років вона була зачеплена Зеноном Пилишином у 1980. Ганс Моравек представив її яскраву версію,[77] і тепер вона пов'язана з версією трансгуманізму Реймонда Курцвейла
25. ↑  Відповідь на зв'язок здійснюється Енді Кларком[en] та Реймондом Курцвейлом,[79] так само як і Полом [en], та Патріцією Черчленд.[80]
26. ↑  Searle, (2009) використовує назву «Зачекайте на відповіді до наступного року» («англ. Wait 'Til Next Year Reply»).
27. ↑  Серль пише, що відповідь робота «мовчазно визнає, що пізнання — це не тільки питання формального маніпулювання символом». [82] Точно так само пише і Стівен Харнад: «Тепер так само, як це не спростування (а скоріше затвердження) АКК заперечувати, що [тест Тюрінга] є достатньо сильним тестом, або заперечувати, що комп це просто особливе прохання намагатися зберегти обчислювальний підхід, встановивши спеціальну (в особі АКК), що деталі втілення мають значення після всього, і що комп'ютер є „правильним“ видом реалізації, тоді як Серль — неправильним».[44]
28. ↑  Тобто, будь-яка програма, що працює на машині з кінцевою кількістю пам'яті.
29. ↑  Відповіді швидкості та складності внесли Деніел Деннет, Тім Модлін[en], Девід Чалмерс, Стівен Артур Пінкер, Пол Черчленд[en], Патріція Черчленд та інші.[88] Деніел Деннет вказує на складність світового знання.[68]
30. ↑  Серед критиків форми "фазового переходу" цього аргументу є Стеван Харнад, Тім Модлін[en], Деніел Деннет та Девід Коул.[88] Ця ідея «фазового переходу» є версією сильного ергентизму (що Деніел Деннетт виганяє як «Давнє винекнення західного узбережжя»)[91]). Харнад звинувачує Пола[en] та Патріцію Черчленд у сприянні сильній емерджентності. Раймонд Курцвейл також має форму сильної емерджентності.[92]
31. ↑  Відповідь "інших розумів" запропонували Деніел Деннет, Реймонд Курцвейл та Ганс Моравек.[95]
32. ↑  Одним із мотивів Тюрінга для розробки Тесту Тюрінга є уникнення саме тих філософських проблем, які цікавлять Серля. Він пише: "Я не хочу створювати враження, що, на мою думку, немає таємниці ... [ але] Я не думаю, що ці таємниці обов'язково повинні бути вирішені, перш ніж ми зможемо відповісти на питання, з яким ми стурбовані цим документом. [97] Хоча Тюрінг обговорює свідомість (не розум або розуміння чи інтенціональність), Стюарт Рассел і Пітер Норвіг стверджують, що коментарі Тюрінга застосовують китайську кімнату.[98]

## Цитати
1. 1 2  Harnad, 2001, с. 1.
2. ↑  Roberts, Jacob (2016). Thinking Machines: The Search for Artificial Intelligence. Distillations. 2 (2): 14—23. Архів оригіналу за 19 серпня 2018. Процитовано 22 березня 2018.
3. 1 2 3  Searle, 1992, с. 44.
4. 1 2 3 4  Russell та Norvig, 2003, с. 947.
5. 1 2 3  Searle, 1980, с. 11.
6. ↑  Cole, 2004, 2.1, Leibniz, 1714, section 17
7. ↑  A Russian Chinese Room story antedating Searle's 1980 discussion. Архів оригіналу за 16 Травня 2021. Процитовано 28 Травня 2019.
8. ↑  Cole, 2004, 2.3
9. 1 2  Searle, 1980.
10. ↑  Cole, 2004, с. 2; Preston та Bishop, 2002
11. ↑  Harnad, 2001, с. 2.
12. ↑  Harnad, 2001, с. 1; Cole, 2004, с. 2
13. ↑  Akman, Varol (1998). Book Review — John Haugeland (editor), Mind Design II: Philosophy, Psychology, and Artificial Intelligence [Journal (Paginated)]. Архів оригіналу за 20 Травня 2019. Процитовано 2 жовтня 2018 — через Cogprints.
14. ↑  Harnad, 2005, с. 1.
15. ↑  Cole, 2004, с. 1.
16. ↑  Searle, 1999.
17. ↑  Dennett, 1991, с. 435.
18. ↑  Searle, 1980, с. 1.
19. ↑  Searle, 2009, с. 1.
20. ↑  Quoted in Russell та Norvig, 2003, с. 21.
21. ↑  Quoted in Crevier, 1993, с. 46 and Russell та Norvig, 2003, с. 17.
22. ↑  Haugeland, 1985, с. 2(Italics his).
23. 1 2 3  Searle, 1980, с. 13.
24. 1 2 3  Searle, 1980, с. 8.
25. 1 2 3 4  Harnad, 2001.
26. 1 2 3 4 5 6 7  Searle, 1980, с. 6.
27. ↑  Searle, 2004, с. 45.
28. ↑  Harnad, 2001, p. 3 (Italics his).
29. ↑  Horst, 2005, с. 1.
30. ↑  Pinker, 1997.
31. ↑  Harnad, 2001, с. 3—5.
32. ↑  Searle, 1990, с. 29.
33. 1 2 3  Searle, 1990.
34. 1 2 3  Hauser, 2006, с. 8.
35. ↑  Searle, 1992, chpt. 5.
36. ↑  Chalmers, 1996, с. 322.
37. ↑  McGinn, 2000.
38. ↑  Hew, Patrick Chisan (September 2016). Preserving a combat commander's moral agency: The Vincennes Incident as a Chinese Room. Ethics and Information Technology. 18 (3): 227—235. doi:10.1007/s10676-016-9408-y.
39. ↑  Kurzweil, 2005, с. 260.
40. ↑  Saygin, 2000.
41. 1 2  Turing, 1950.
42. ↑  Newell та Simon, 1976, с. 116.
43. ↑  Russell та Norvig, 2003, с. 18.
44. 1 2  Harnad, 2001, с. 14.
45. ↑  Ben-Yami, 1993.
46. ↑  Searle, 1984; Searle, 1990.
47. ↑  Hauser, 2006, с. 5.
48. ↑  Cole, 2004, с. 5.
49. ↑  Churchland та Churchland, 1990, с. 34.
50. ↑  Cole, 2004, с. 5—6.
51. ↑  Searle, 1980, с. 5—6; Cole, 2004, с. 6—7; Hauser, 2006, с. 2—3; Russell та Norvig, 2003, с. 959, Dennett, 1991, с. 439; Fearn, 2007, с. 44; Crevier, 1993, с. 269.
52. ↑  Cole, 2004, с. 6.
53. ↑  Yee, 1993, с. 44.
54. ↑  Yee, 1993, с. 42—47.
55. ↑  Cole, 2004, с. 7—9.
56. ↑  Minsky, 1980, с. 440.
57. ↑  Cole, 2004, с. 7.
58. ↑  Searle, 1980, с. 12.
59. ↑  Fearn, 2007, с. 47.
60. ↑  Cole, 2004, с. 21.
61. ↑  Searle, 2004, с. 63.
62. ↑  Searle, 1980, с. 7; Cole, 2004, с. 9—11; Hauser, 2006, с. 3; Fearn, 2007, с. 44.
63. ↑  Cole, 2004, с. 9.
64. ↑  Цитується в Crevier, 1993, с. 272
65. 1 2 3  Cole, 2004, с. 18.
66. ↑  Hauser, 2006, с. 11; Cole, 2004, с. 19.
67. ↑  Cole, 2004, с. 19.
68. 1 2 3  Dennett, 1991, с. 438.
69. ↑  Dreyfus, 1979, "Епістемологічне припущення".
70. ↑  Searle, 1984.
71. ↑  Motzkin та Searle, 1989, с. 45.
72. ↑  Searle, 1980, с. 7—8; Cole, 2004, с. 12—13; Hauser, 2006, с. 3—4; Churchland та Churchland, 1990.
73. ↑  Cole, 2004, с. 12.
74. ↑  Cole, 2004, с. 4; Hauser, 2006, с. 11.
75. 1 2  Churchland та Churchland, 1990.
76. ↑  Russell та Norvig, 2003, с. 956—8; Cole, 2004, с. 20; Moravec, 1988; Kurzweil, 2005, с. 262; Crevier, 1993, с. 271 and 279.
77. ↑  Moravec, 1988.
78. ↑  Searle, 1992 цитовано у Russell та Norvig, 2003, с. 957.
79. ↑  Cole, 2004, с. 12 & 17.
80. ↑  Hauser, 2006, с. 7.
81. ↑  Searle, 1980, с. 8—9; Hauser, 2006, с. 11.
82. 1 2  Searle, 1980, с. 7.
83. ↑  Block, 1981.
84. ↑  Searle, 1980, с. 3.
85. ↑  Цитовано у Cole, 2004, с. 13.
86. 1 2  Dennett, 1991, с. 437—440.
87. ↑  Cole, 2004, с. 14—15; Crevier, 1993, с. 269—270; Pinker, 1997, с. 95.
88. 1 2  Cole, 2004, с. 14.
89. ↑  Churchland та Churchland, 1990; Cole, 2004, с. 12; Crevier, 1993, с. 270; Fearn, 2007, с. 45—46; Pinker, 1997, с. 94.
90. ↑  Harnad, 2001, с. 7.
91. ↑  Crevier, 1993, с. 275.
92. ↑  Kurzweil, 2005.
93. ↑  Searle, 1980, с. 10.
94. ↑  Searle, 1980, с. 9; Cole, 2004, с. 13; Hauser, 2006, с. 4—5; Nilsson, 1984.
95. ↑  Cole, 2004, с. 12—13.
96. ↑  Turing, 1950, с. 11.
97. ↑  Turing, 1950, с. 12.
98. ↑  Russell та Norvig, 2003, с. 952—953.
99. ↑  Dennett, 1991.
100. ↑  Russell та Norvig, 2003.
101. ↑  Cole, 2004, с. 22; Crevier, 1993, с. 271; Harnad, 2005, с. 4.
102. ↑  Alder, 2004.
103. ↑  Patrick Whitmarsh. (2016). «Imagine You're a Machine»: Narrative Systems in Peter Watts's Blindsight and Echopraxia. Science Fiction Studies, 43(2), 237—259. doi:10.5621/sciefictstud.43.2.0237
104. ↑  Home. The Chinese Room (брит.). Архів оригіналу за 26 Травня 2019. Процитовано 27 квітня 2018.